# 正田崇
正田 崇（まさだ たかし、男性、10月31日生）は、ゲームシナリオライター。山口県出身。大杉栄と伊藤野枝の曾孫。現在はフリーランス。

## 略歴
幾度かの転職を経て、2004年に発売された「PARADISE LOST」でライターデビュー。
2009年に発売された「Dies irae ~Acta est Fabula~」が『萌えゲーアワード2010』シナリオ部門銀賞受賞。
2014年に発売した「相州戦神館學園 八命陣」は『萌えゲーアワード2014』「燃え系作品賞」で金賞受賞。
2019年3月の株式会社グリーンウッド（light）解散に伴い、退社。
以降はフリーランスとして2019年9月よりEntyにて「黒白のアヴェスター」の連載を開始、同年12月のコミックマーケット97よりGユウスケと連名で同人サークル「神座万象・第十四機関」を出展。
2021年7月16日「黒白のアヴェスター」完結。同年8月9日に「事象地平戦線アーディティヤ」の制作が発表され、2022年2月18日よりEntyにて連載開始。

## 作品

### ゲーム
- PARADISE LOST（light、2004年）
- Dear My Friend（light、2004年、小麦ルート）
- Dies irae -Also sprach Zarathustra-（light、2007年）
  - Dies irae Also sprach Zarathustra -die Wiederkunft-（light、2009年）
  - Dies irae 〜Acta est Fabula〜（light、2009年）
  - Dies irae 〜Amantes amentes〜 (PSP/PC版)（light、2012年）
  - Dies irae 〜Interview with Kaziklu Bey〜（light、2016年）
- 神咒神威神楽（light、2011年）
  - 神咒神威神楽 曙之光 (PS Vita版)（light、2013年）
- 相州戦神館學園 八命陣（light、2014年）
  - 相州戦神館學園 八命陣 天之刻 (PS Vita版)（light、2014年）
- 相州戦神館學園 万仙陣（light、2015年）

### アニメ
- Dies irae（2017年、シリーズ構成[2]、脚本）

### ドラマCD
- Dies irae Todestag Verloren（light、2015年）
- 相州戦神館學園 誅仙陣（light、2015年）
- 螺湮城新伝（2016年）

### 小説
- 黒白のアヴェスター
- 事象地平戦線アーディティヤ